# Johanneshütte

Die Johanneshütte um 1885

Die Johanneshütte war eine Eisenhütte im Stadtgebiet von Siegen im gleichnamigen Kreis Siegen im heutigen Nordrhein-Westfalen.
1873 wurde eine Gewerkschaft gegründet. Zwei Jahre später folgte die Eröffnung der Johanneshütte am Südhang des Ziegenbergs, der westlich des Siegener Stadtkerns am Siegberg liegt. Die Hütte war mit zwei Hochöfen ausgestattet, in denen von etwa 150 Beschäftigten ca. 70.000 t Roheisen pro Jahr erzeugt wurden. Ab 1878 war die Hütte an den Siegener Bahnhof angeschlossen und ab 1882 mit eigenem Lokbetrieb ausgestattet. 1899 kam der Hüttenbesitz zur „Eisenindustrie zu Menden und Schwerte AG“, in der Friedrich Flick 1913 kaufmännischer Direktor wurde. 1919 wurde die Johanneshütte wegen seit Jahren anhaltender Unrentabilität geschlossen. Der Abbruch der Anlage erfolgte im Jahr 1924.